# Scheurl von Defersdorf

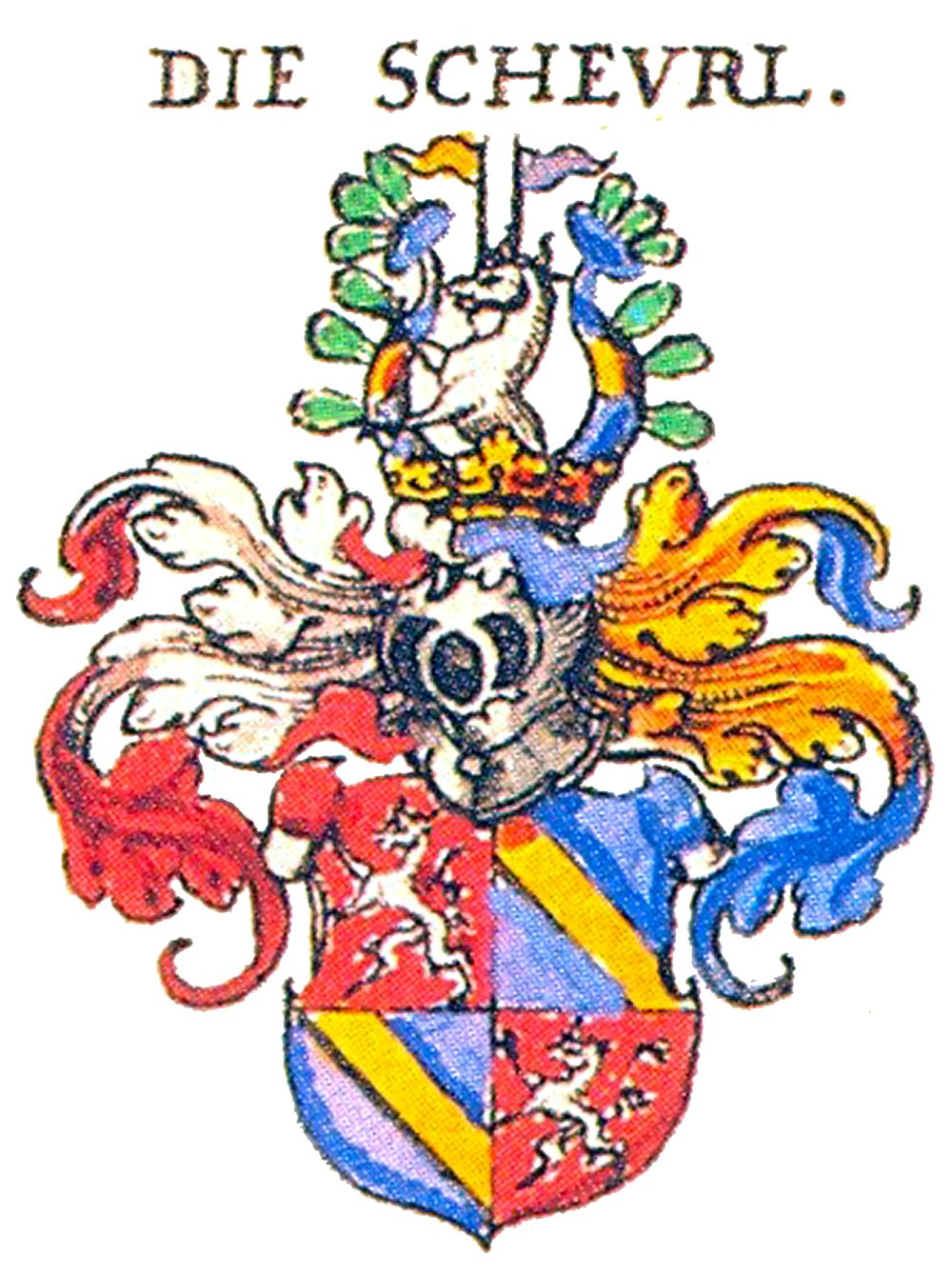
Wappen derer Scheurl, Siebmacher 1605

Die Scheurl von Defersdorf sind eine Patrizierfamilie der Reichsstadt Nürnberg. Erstmals wurde sie im Jahr 1440 urkundlich erwähnt. Familiensitz ist das 1535 aus dem Besitz der Holzschuher übernommene ehemalige Zeidelgut Fischbach. Die Scheurl waren von 1729 bis zum Ende der reichsstädtischen Zeit im Jahre 1806 im Inneren Rat vertreten.

## Geschichte

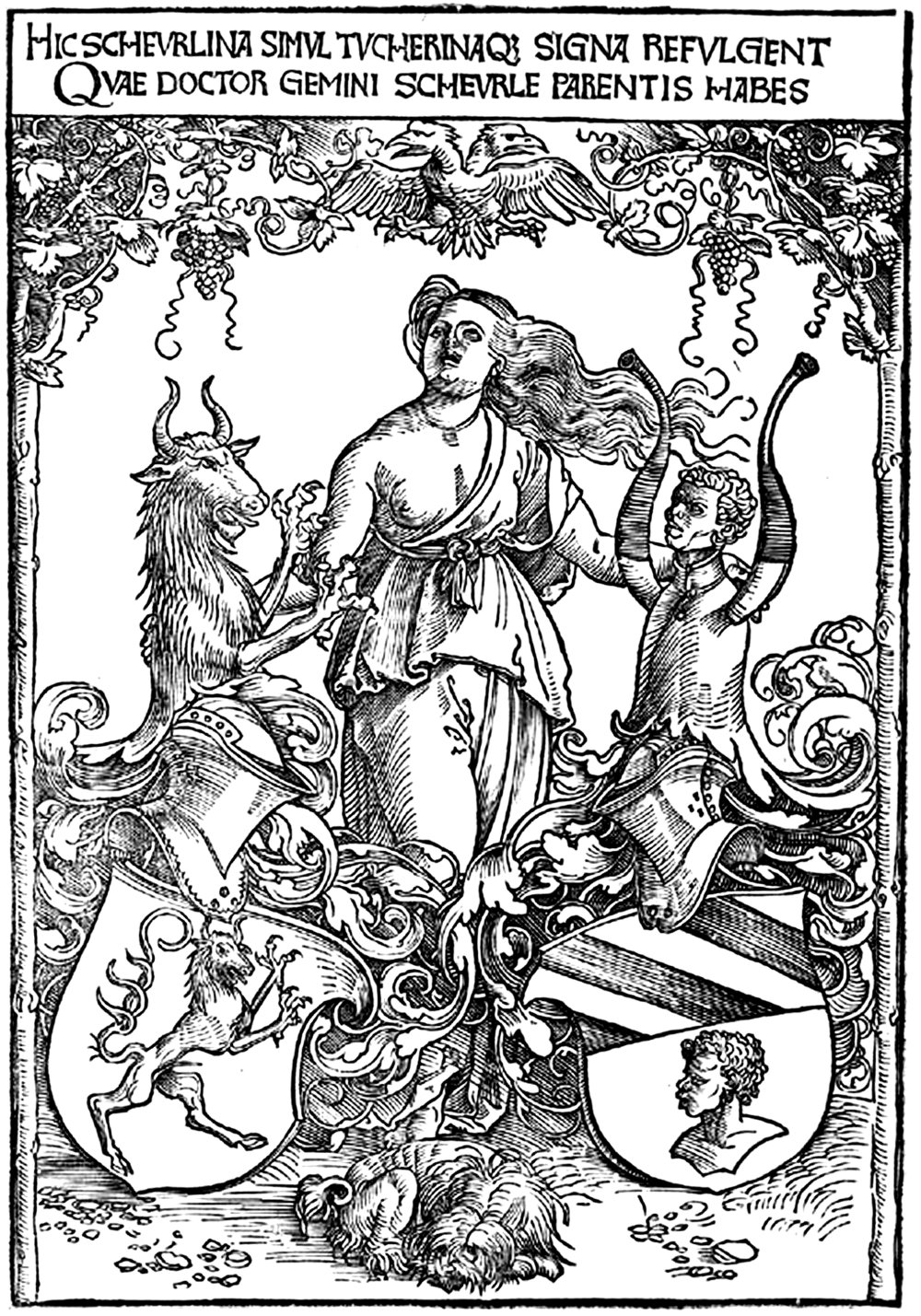
Albrecht Dürer: Wappen der Scheurl und Tucher, um 1512

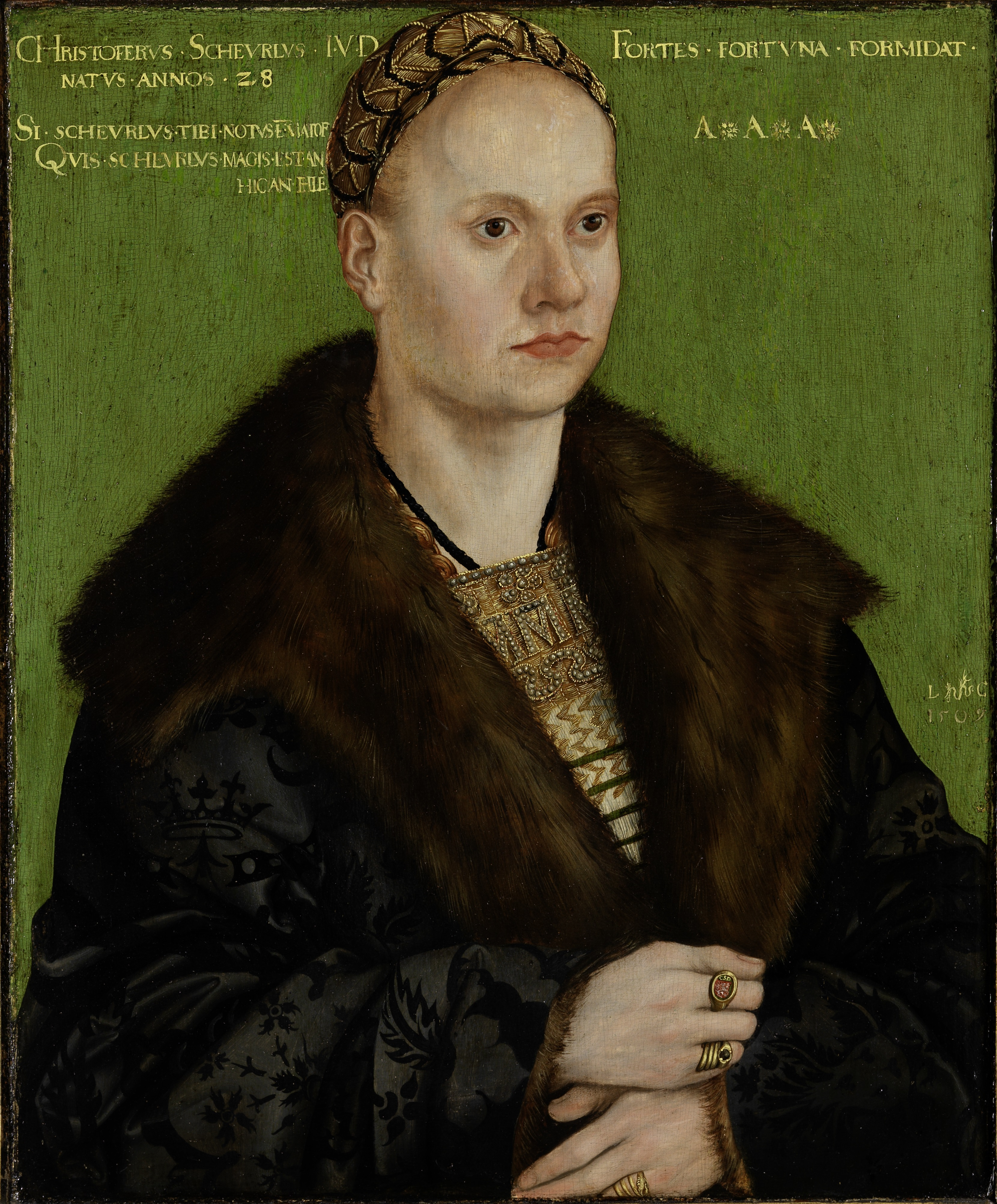
Christoph II. Scheurl (1481–1542) im Jahr 1509 als Rektor der Wittenberger Universität (von Lucas Cranach d. Ä.)

Der Ursprung des rats- und turnierfähigen Geschlechts der Scheurl liegt in Schwaben, im Raum Esslingen, Lauingen und Gundelfingen. Zu Wohlstand kamen die Scheurl durch den Fernhandel. Sie ließen sich 1440 als Kaufleute und Fernhändler in Breslau nieder.
Christoph I. Scheurl (1457–1519) zog von Breslau nach Nürnberg. 1481 wurde er als Genannter in den Großen Nürnberger Rat aufgenommen und erlangte 1485 das Bürgerrecht. Er heiratete Helena Tucher aus dem Nürnberger Patriziat. Deren Doppelwappen ließ der Sohn Christoph II. 1512 von Albrecht Dürer in Kupfer stechen. 1485 kaufte Christoph I. ein Stadthaus unterhalb der Kaiserburg, in dem er 1491 König Maximilian bewirtete. Sein Handelsnetz reichte von Lemberg im Osten bis Venedig und Lucca im Süden, das Handelssortiment war umfangreich und umfasste vor allem Gold- und Silberfäden, Silber, Zinn, Seide, Seidenwaren und Tuche. Scheurl und sein Sohn Albrecht (1482–1531) erweiterten die Geschäftsbereiche und wurden auch Montanunternehmer in den böhmischen und sächsischen Bergrevieren. Im Jahr 1500 verloren sie einen großen Teil ihres Vermögens. Albrecht wurde 1531 durch den Raubritter Thomas von Absberg ermordet.
Der ältere Sohn Christoph Scheurl II. (1481–1542) studierte in Heidelberg und Bologna Kirchenrecht und wurde dort von führenden Humanisten beeinflusst. Der Theologe Johann von Staupitz vermittelte ihn an den sächsischen Kurfürsten Friedrich den Weisen, der den Geistlichen 1507 als Professor für Kanonisches Recht und Rektor der Universität Wittenberg berief. 1509 malte dort Lucas Cranach d. Ä. sein Porträt. Im September 1511 holte Staupitz seinen Schüler Martin Luther als Doktorand an die von Scheurl geleitete Universität. Im Dezember 1511 folgte Scheurl zum Leidwesen des Kurfürsten einem Ruf als Ratskonsulent nach Nürnberg; er beteiligte sich dort an der Kodifizierung und Reformierung des örtlichen Zivilrechts und war für den Nürnberger Rat in diplomatischen Missionen unterwegs. 1519 wechselte er in den Laienstand und heiratete Katharina Fütterer, die aus einer bekannten, seit 1501 zum Patriziat gehörenden Großkaufmannsfamilie stammte. Nach Luthers Thesenanschlag von 1517 versandte Scheurl die 95 Thesen an Kollegen und versuchte, zwischen Luther und Johannes Eck zu vermitteln. Auch im Nürnberger Religionsgespräch 1525 stellte er sich auf die Seite der evangelischen Prediger. Er hielt sowohl mit katholischen wie auch mit reformatorischen Theologen Kontakt und, nach einem Streit mit Philipp Melanchthon, stellte er sich nach dem Reichstag von Augsburg 1530 endgültig auf die Seite des katholischen Humanismus.
1566 erwarb die Familie das Gut Defersdorf und nannte sich fortan, nach dem Vorbild des Adels, Scheurl von Defersdorf. Obwohl die Scheurl sehr reich waren und hohes Ansehen genossen, wurden sie erst 1580 gerichtsfähig und 1729 ins Patriziat kooptiert. Zwischen 1752 und 1806 übten drei Vertreter der Familie Ratsämter aus. 1813 als Edle in den bayerischen Adel immatrikuliert, wurden die Scheurl von Defersdorf 1884 mit dem evangelischen Kirchenrechtler Adolf von Scheurl in den erblichen Freiherrenstand erhoben.

## Besitzungen

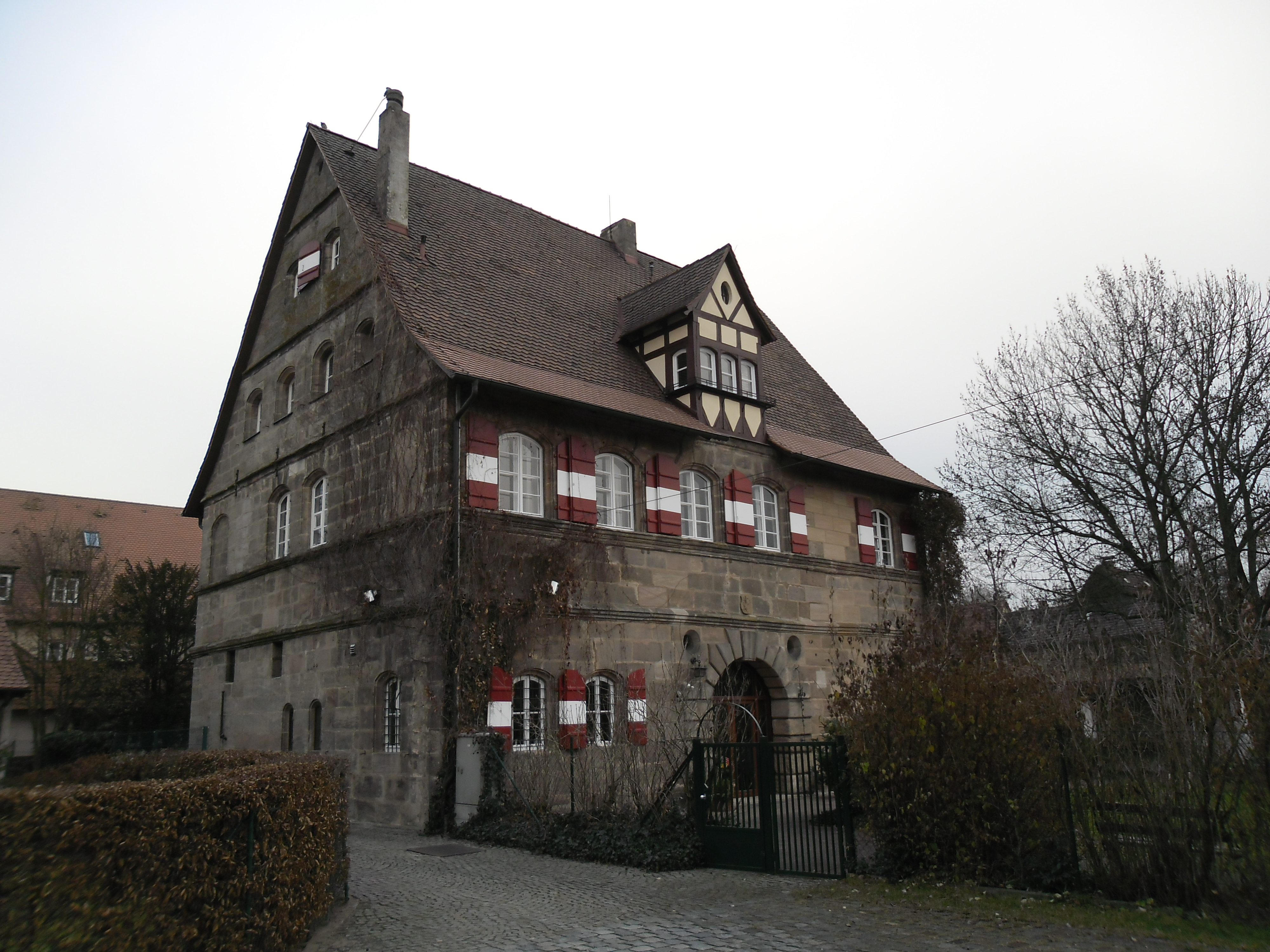
Scheurlsches Schloss in Fischbach, seit 1535 im Besitz der Familie

- seit 1535 gehörte ihnen das Scheurlsche Schloss in Fischbach

## Ehemalige Besitzungen
In und um Nürnberg herum hatten die Scheurl große Besitzungen. Ihr Nürnberger Stammsitz war ab 1485 das Haus unterhalb der Burg, Burgstraße 10. Unter anderem hatten sie folgende Besitzungen:
- 1485–1945 Stadthof in der Burgstrasse 10 Nürnberg mit dem sogenannten Kaiserstübchen[3][4]
- 1566–1818  namengebender Sitz Defersdorf ▼ bei Roßtal[5]
- 1617–1739 Herrensitz Weigelshof
- 1620–1853 Herrensitz Heuchling
- 1682–1823 Pfinzingschloss in Feucht
- 1686–1825 (ca.) Herrensitz in der Fischbacher Hauptstraße 152
- 1714–1876 Petzsches Schloss in Schwarzenbruck (seither im Erbgang die Petz von Lichtenhof)
- 1720–1825 (ca.) Groland-Scheurlschloss in Erlenstegen
- 1736–1853 Herrensitz Vorra
- 1768–1794 Förrenbergerscher Herrensitz in Erlenstegen
- 1779–1790 Zeltnerschloss in Gleißhammer
- 1780–1794 den Dietherrschen Herrensitz in Erlenstegen
- 1787–1950 Scheuerlscher Herrensitz in Altenfurt
- 1830–1854 Herrensitz in Weiherhaus bei Pillenreuth

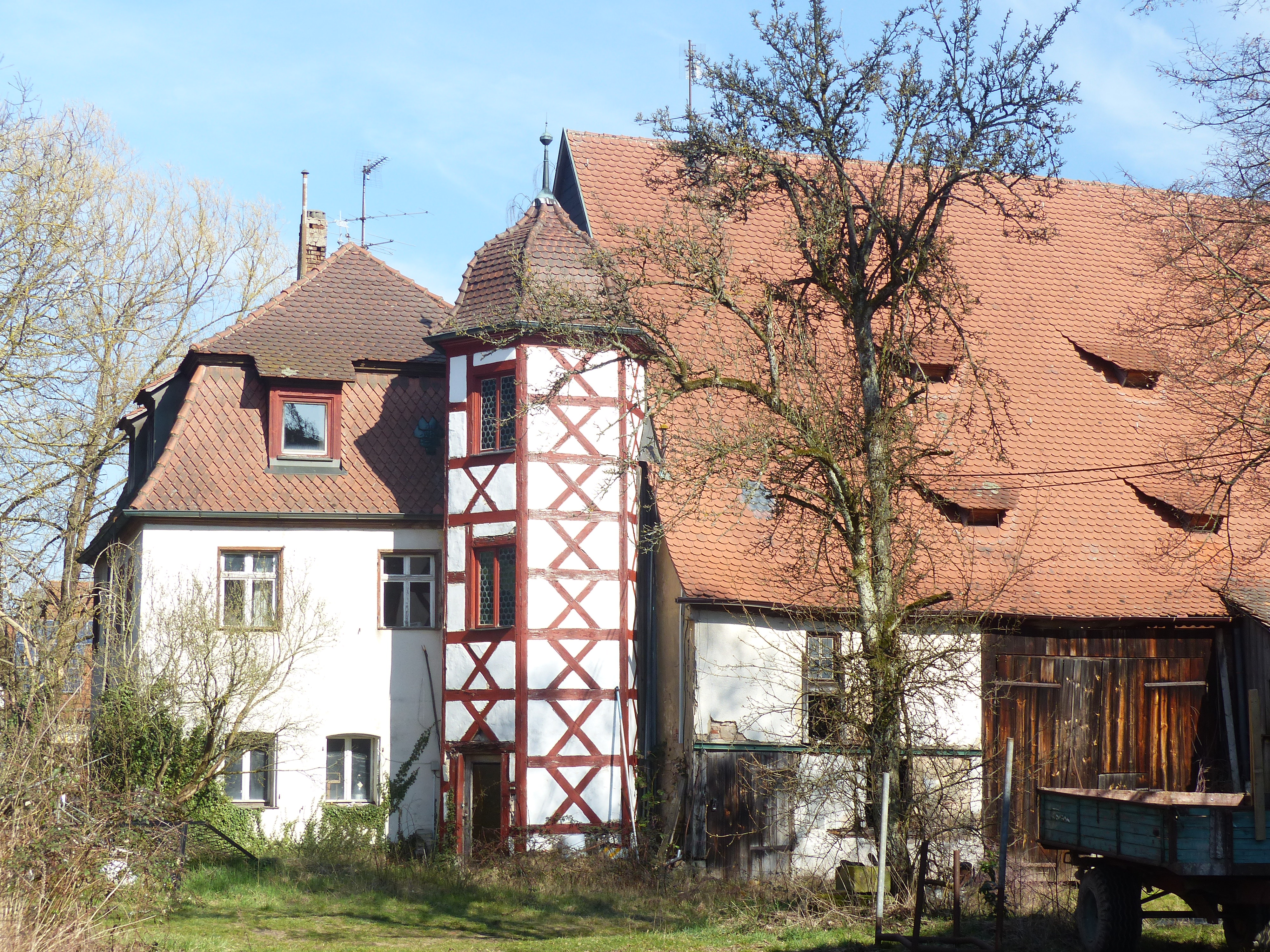
Herrensitz in Heuchling
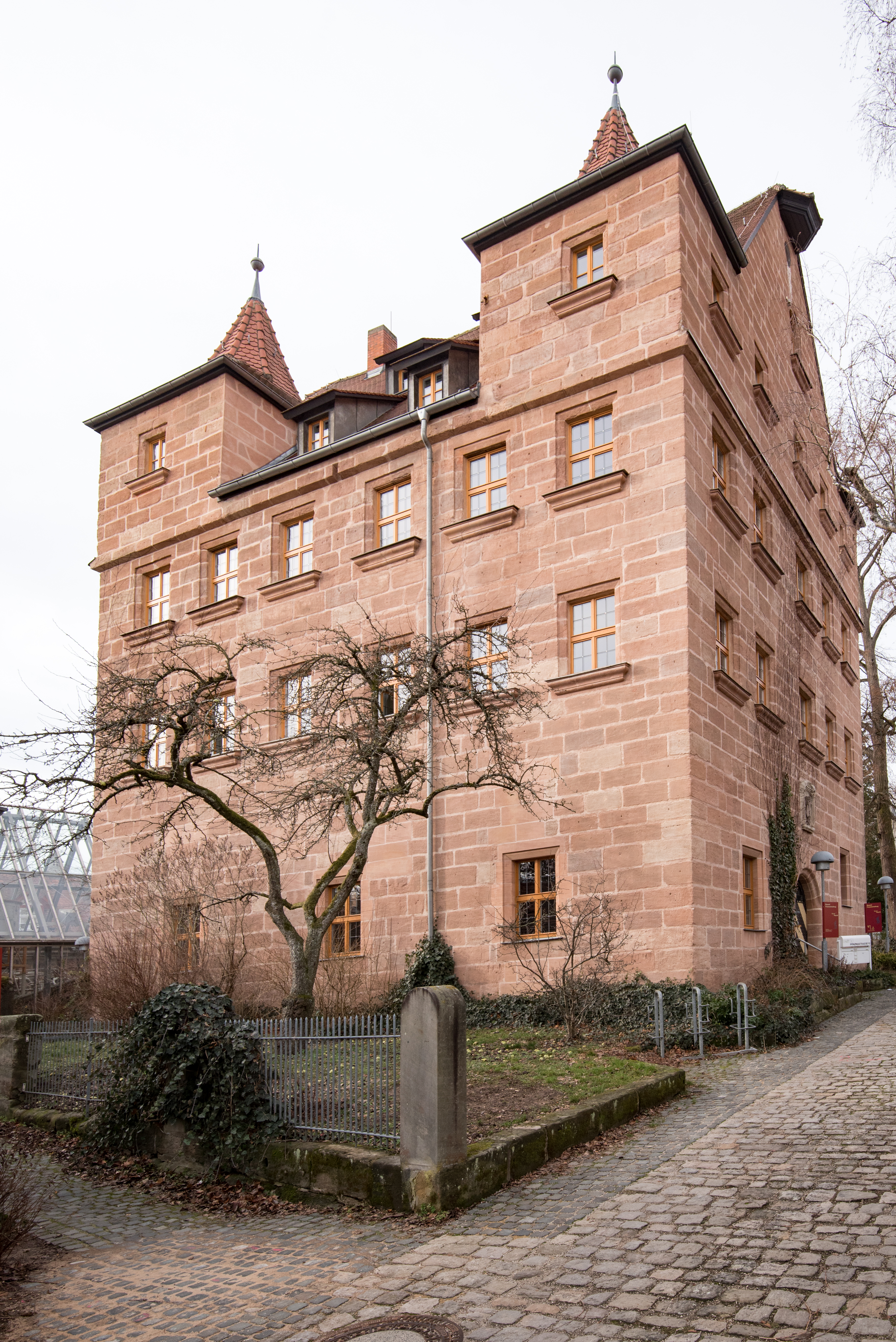
Pfinzingschloss in Feucht
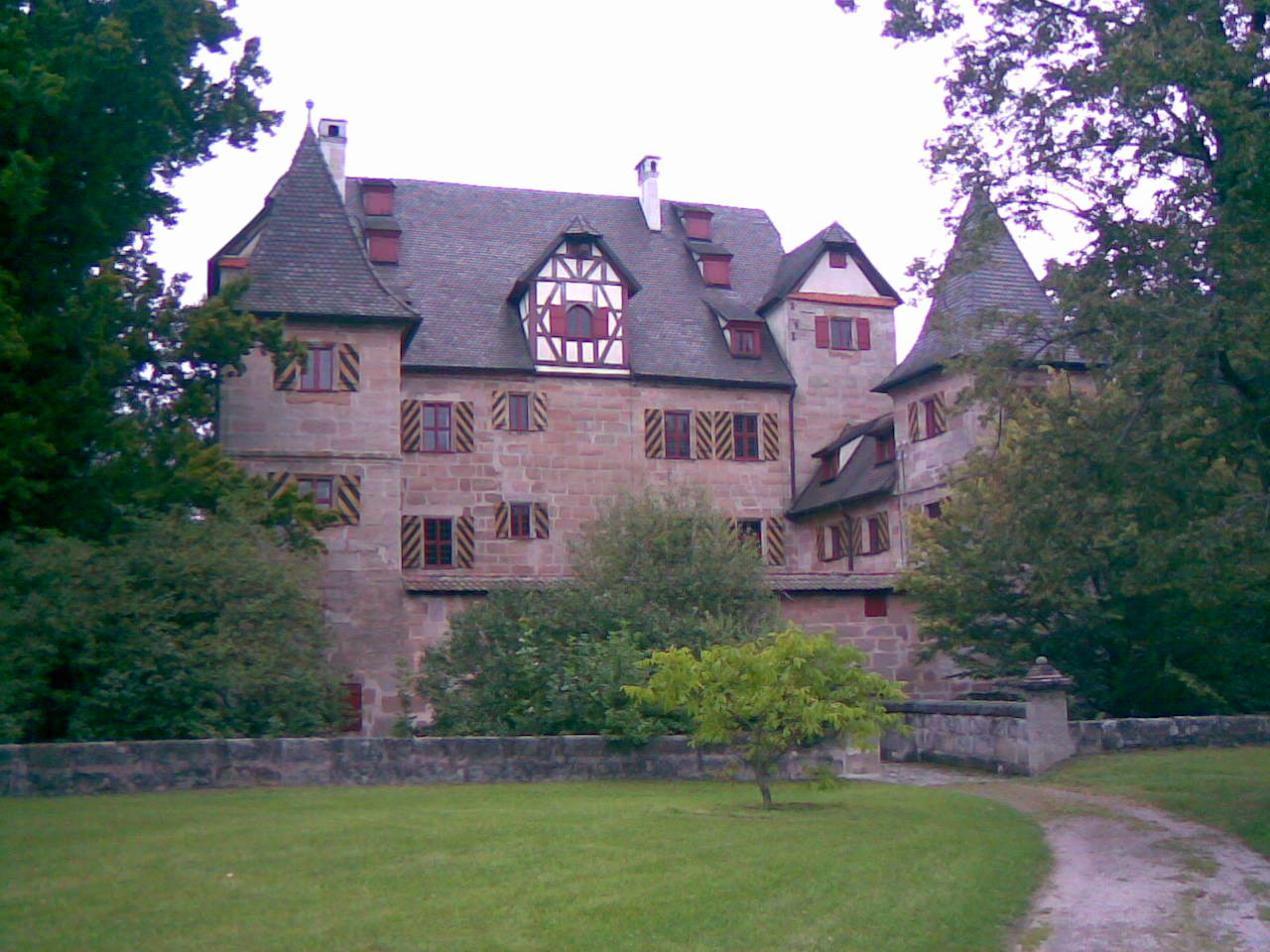
Petzsches Schloss in Schwarzenbruck
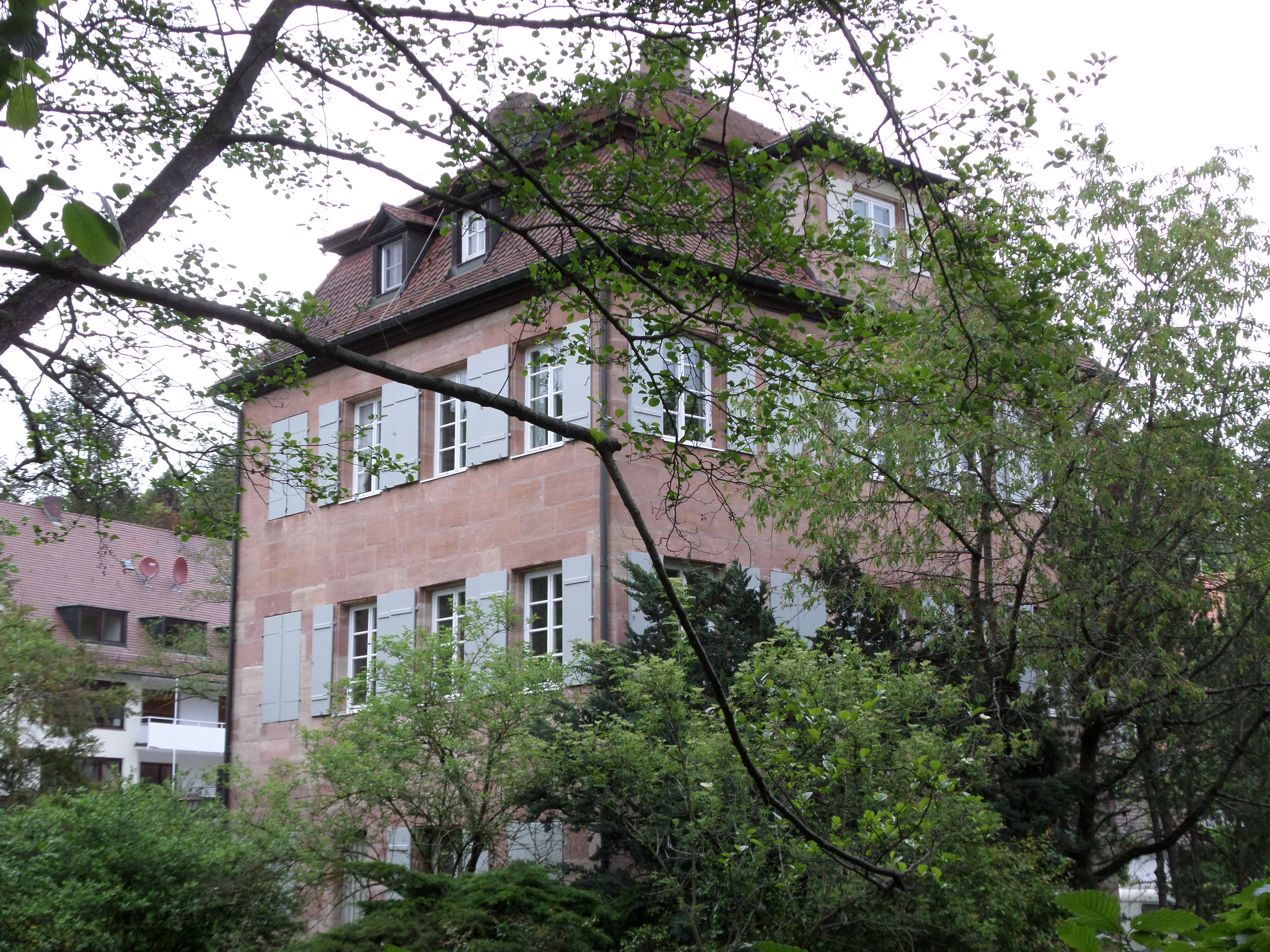
Scheurlschloss in Erlenstegen
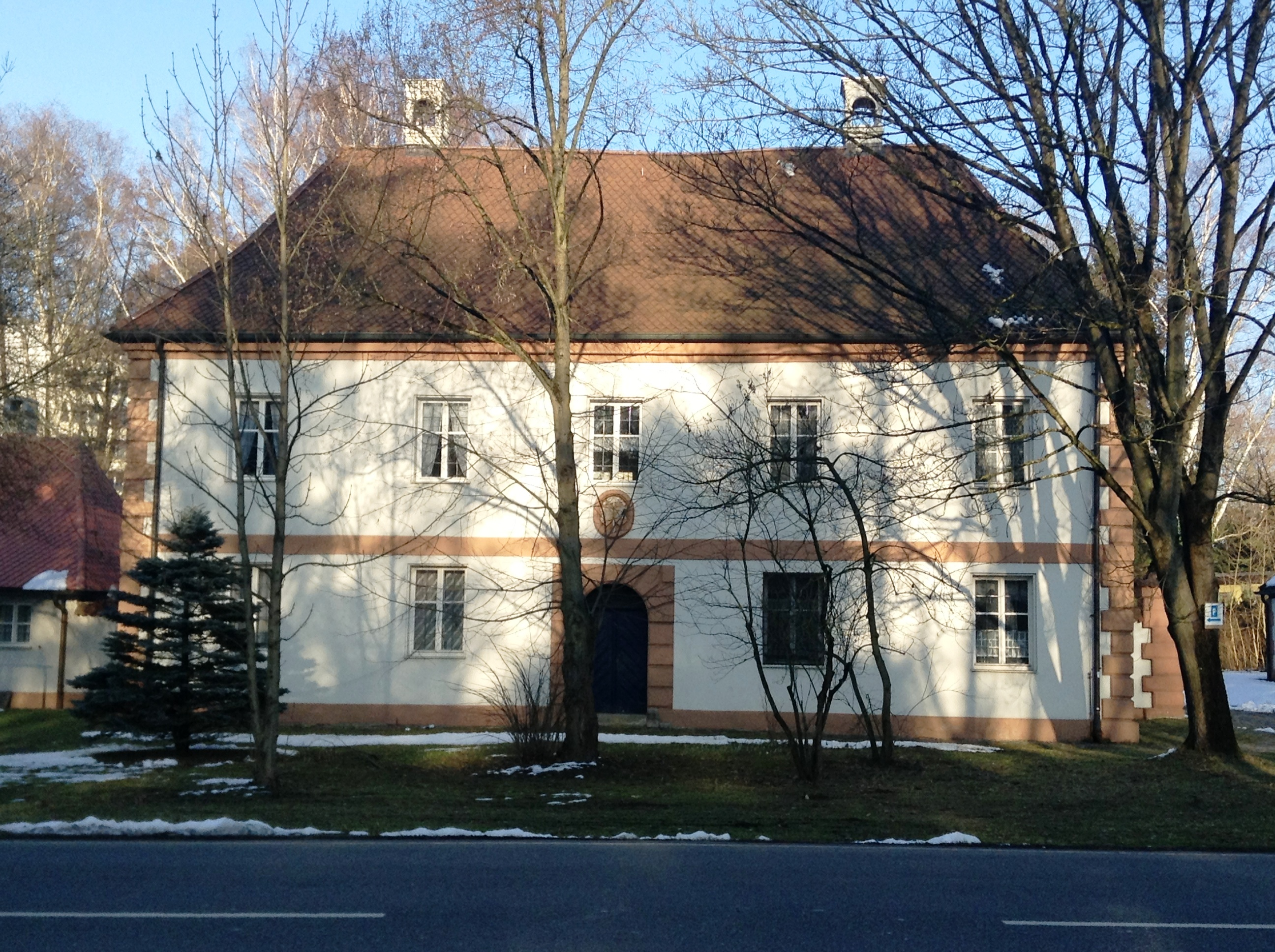
Herrensitz in Altenfurt
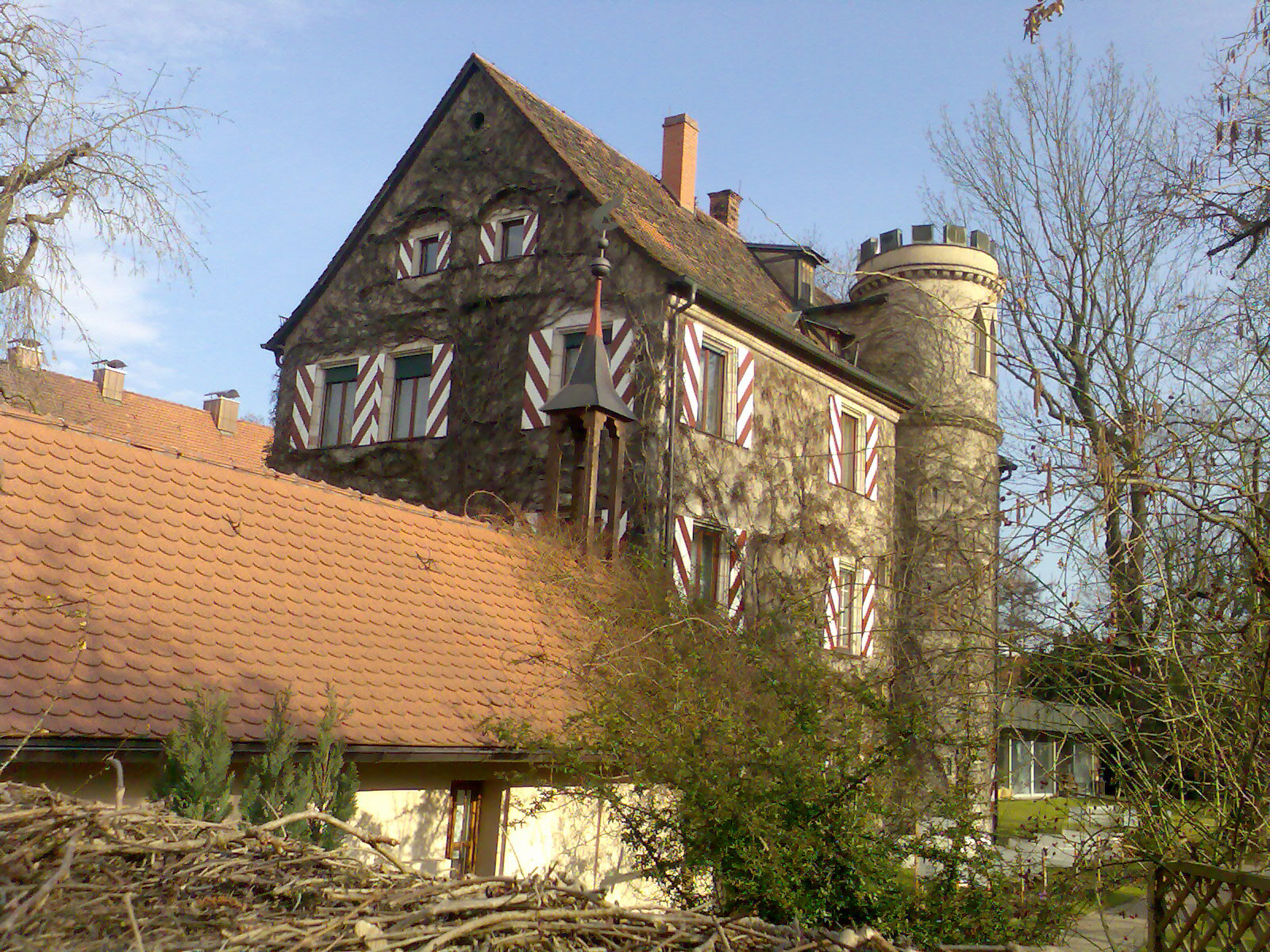
Herrensitz Weigelshof

## Bekannte Familienmitglieder
- Christoph Scheurl I. (1481–1542), Kaufmann, Genannter im Großen Nürnberger Rat, verheiratet mit Helena Tucher
- Christoph Scheurl II. (1481–1542), Professor und Rektor der Universität Wittenberg, Nürnberger Rechtskonsulent, Diplomat und Humanist
- Albrecht Scheurl (1482–1531), Kaufmann in der Firma des Vaters Christoph I., 1531 vom Raubritter Thomas von Absberg ermordet
- Christoph Scheurl von Defersdorf in Heuchling (1666–1740), Rechtskonsulent, Rat des Fürsten zu Schwarzenberg[6]
- Adolf Freiherr Scheurl von Defersdorf (1811–1893), Jurist, Professor in Erlangen, 1884 in den erblichen Freiherrenstand erhoben
- Eberhard Freiherr Scheurl von Defersdorf (1873–1952), Jurist, Professor an der Hochschule für Wirtschafts- und Sozialwissenschaften Nürnberg
- Mechthild Roswitha Scheurl von Defersdorf, geb. Freiin Scheurl von Defersdorf, (* 1952 in Erlangen), Sprachwissenschaftlerin

Aus der Besitzhistorie des Pfinzingschlosses Feucht
- Christoph Gottlieb Scheurl von Defersdorf, Ratskonsulent (ab 1682)
- Christoph Gottlieb Scheurl von Defersdorf d. I. (ab 1713)
- Karl Wilhelm Scheurl von Defersdorf (ab 1764)
- Christoph Gottlieb Scheurl von Defersdorf (ab 1793 bis 1823)

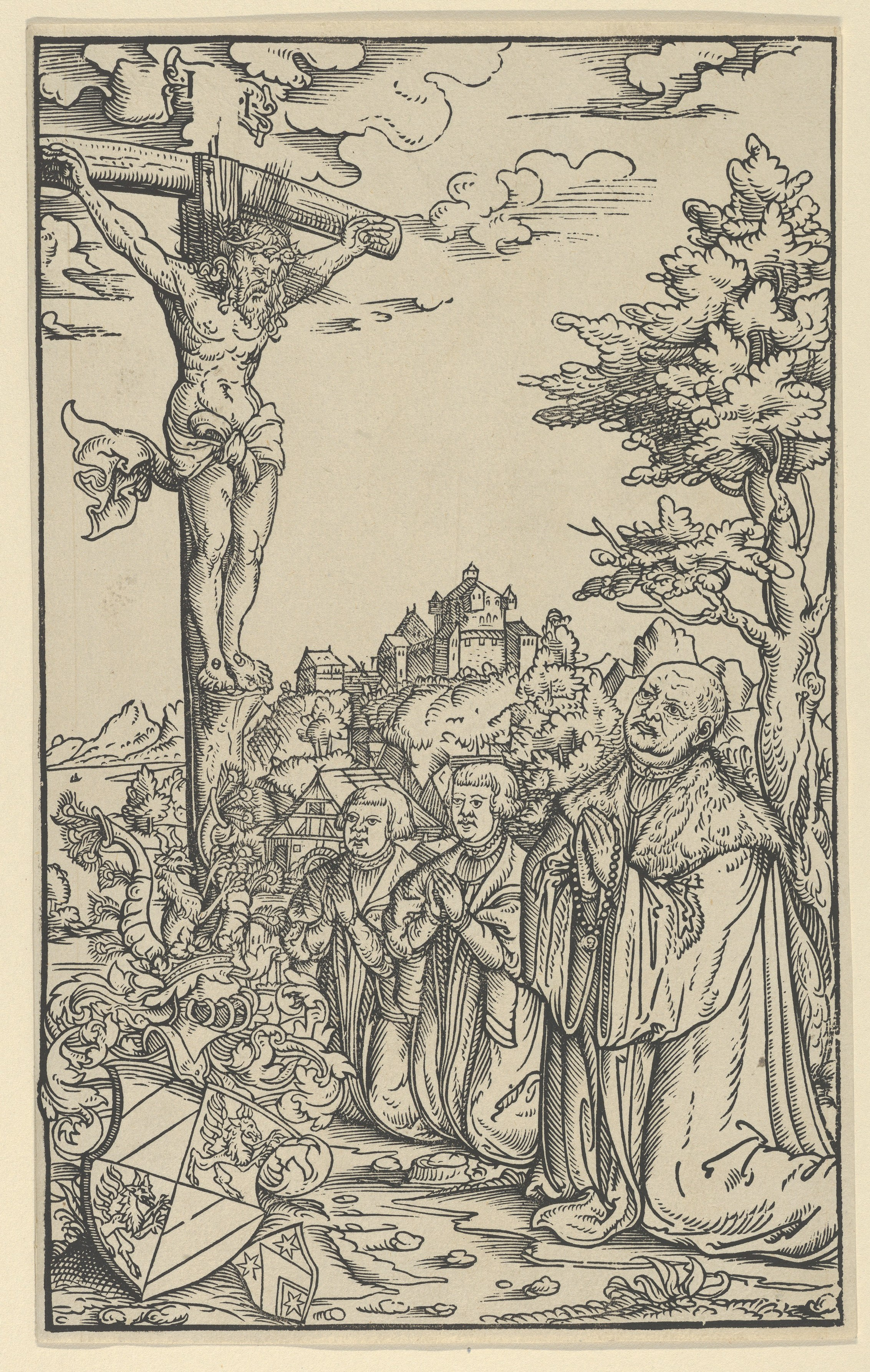
Christoph Scheurl II. (1481–1542) mit seinen Söhnen (Lucas Cranach der Jüngere)
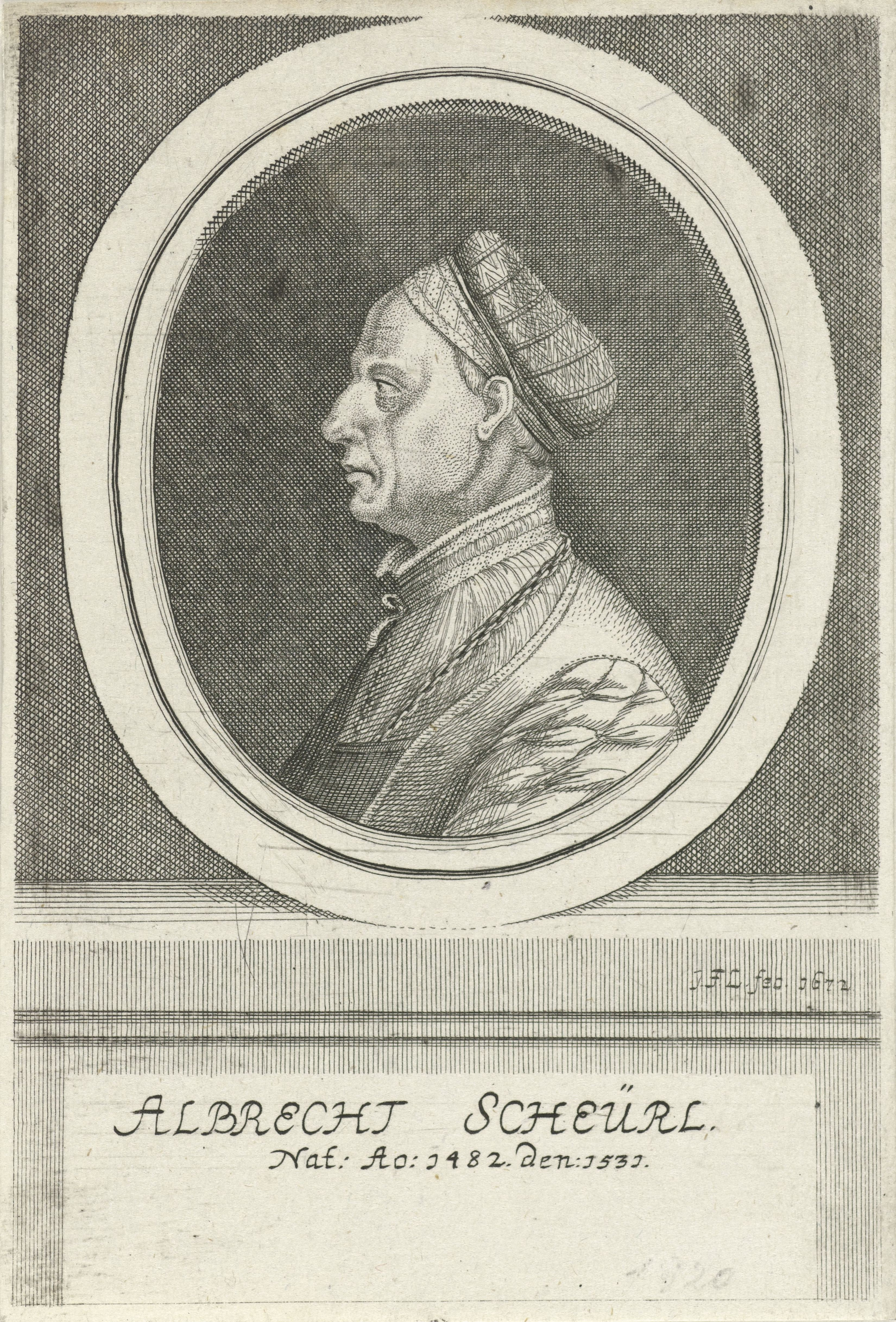
Albrecht Scheurl (1482–1531), Kaufmann
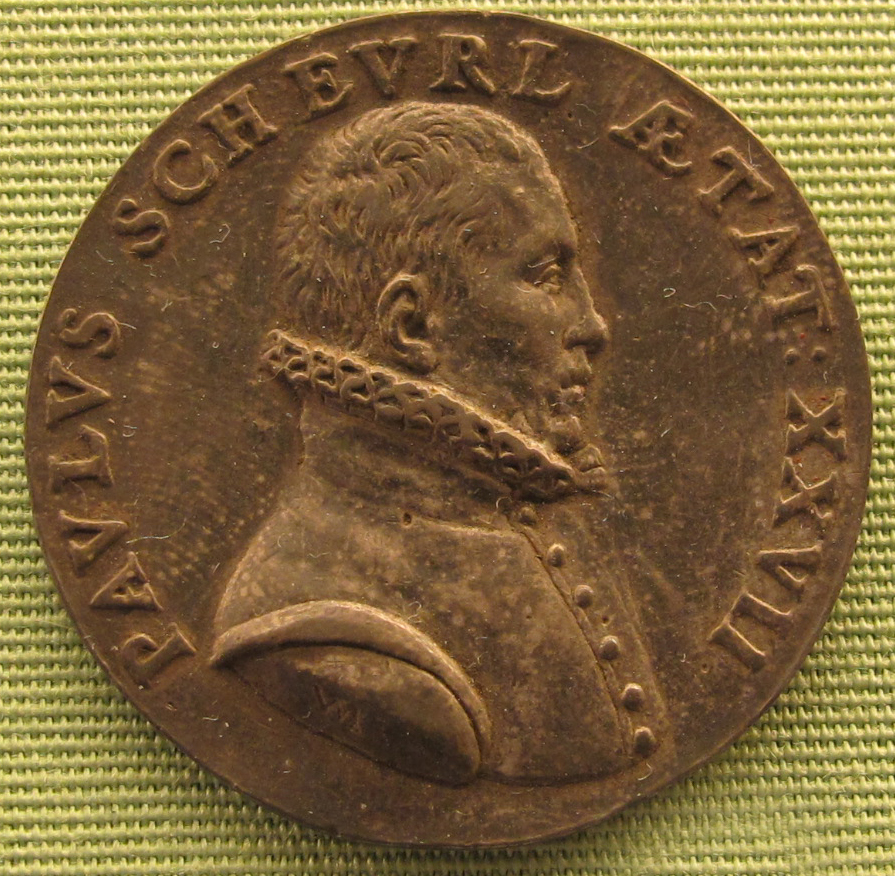
Paul Scheurl (Münze von Valentin Maler, 1583)
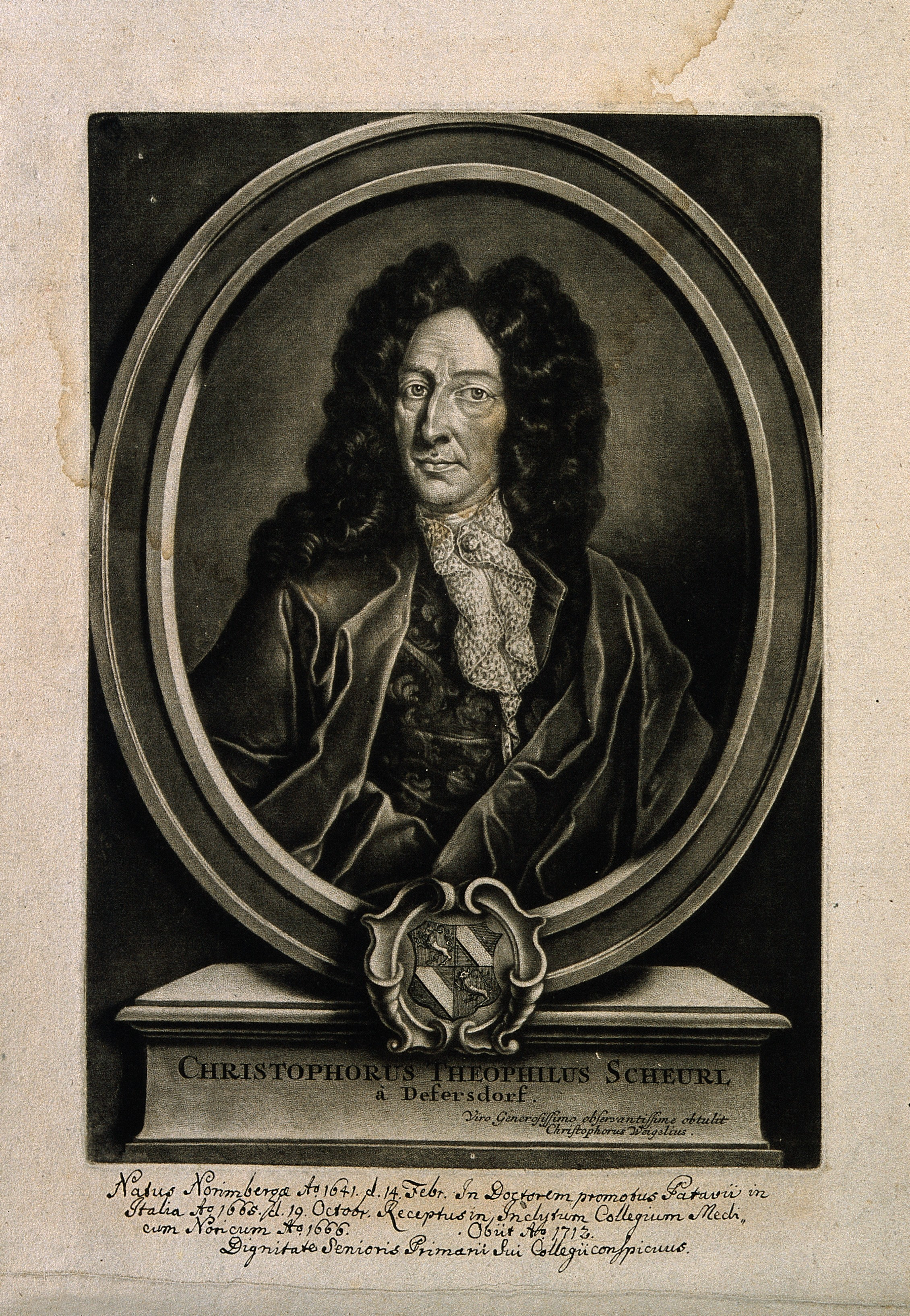
Christoph Theophilus Scheurl (1641–1712), Mediziner
Christoph Scheurl von Defersdorf in Heuchling (1666–1740), Rechtskonsulent

## Wappen
Stammwappen: In Rot ein aufspringender, gehörnter silberner Panther mit herausgestreckter Zunge und stehendem, vierfach geknotetem Schweif. Auf dem Helm mit rot-silbernen Helmdecken der Panther wachsend.

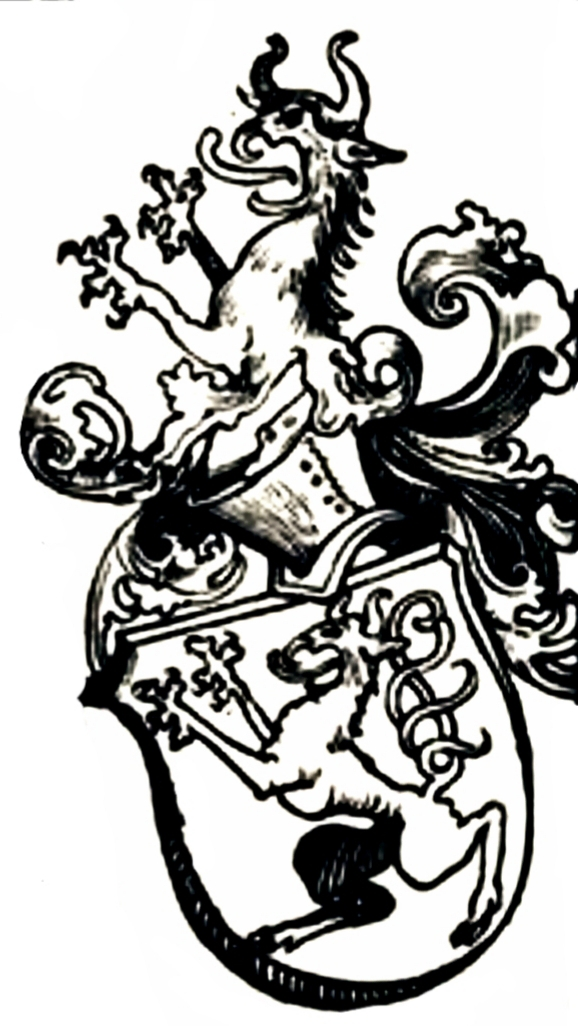
Stammwappen der Scheurl, um 1510 (Lucas Cranach d. Ä.)
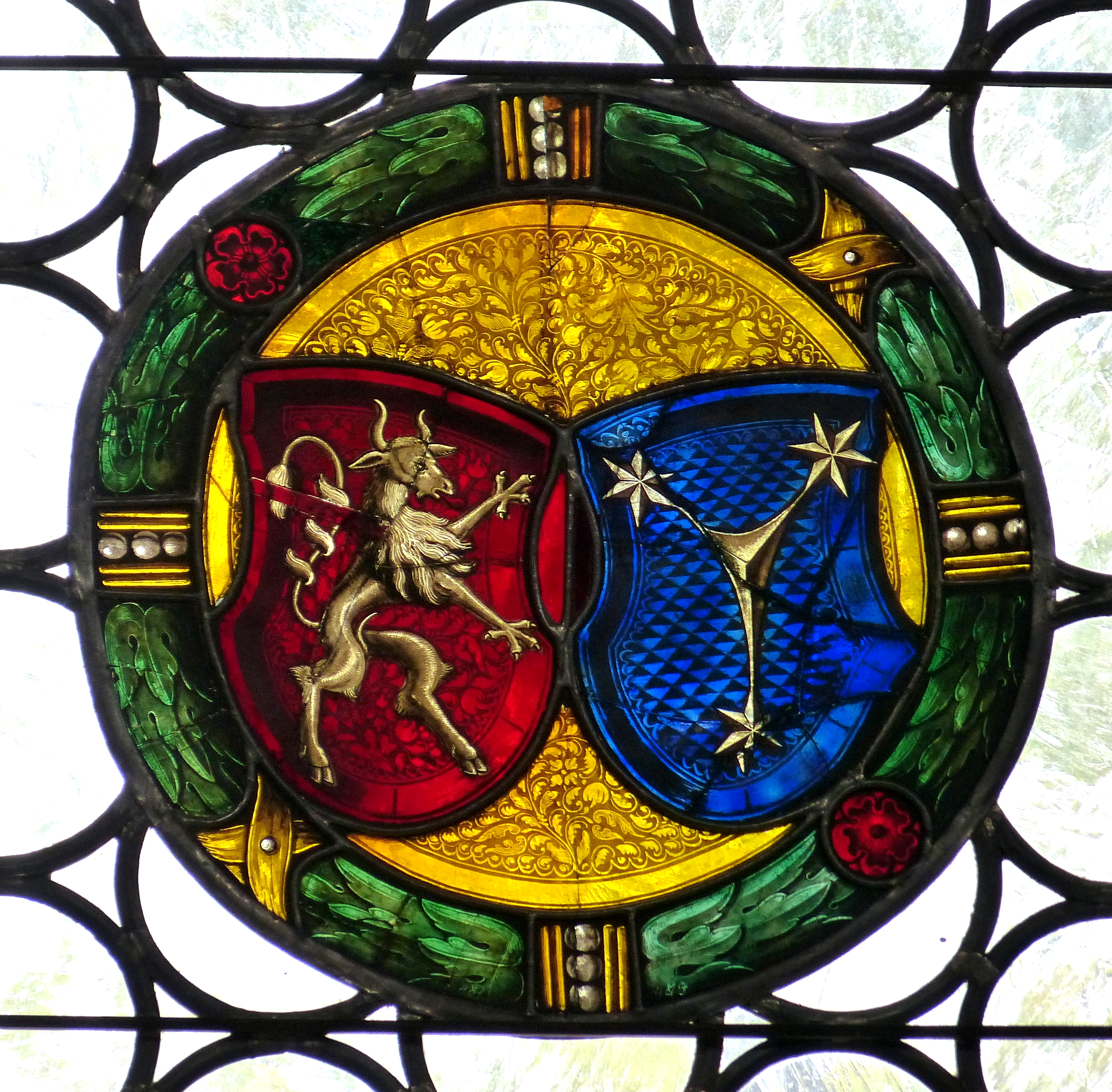
Wappenscheibe Scheurl/Geuder, Lorenzkirche
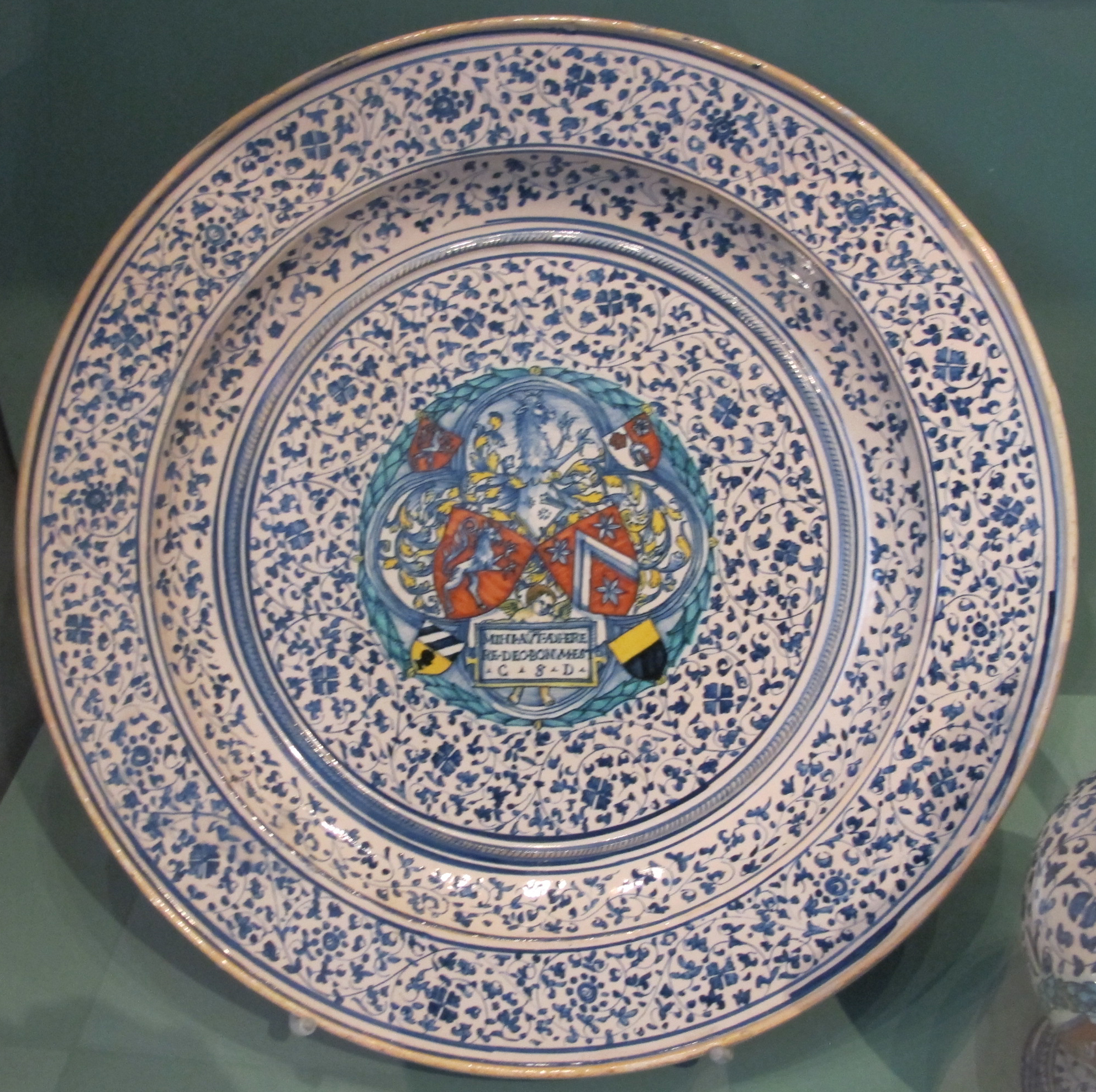
Fayence-Teller des Christoph II. Scheurl mit Ehewappen Scheurl/Fütterer (von 1532)
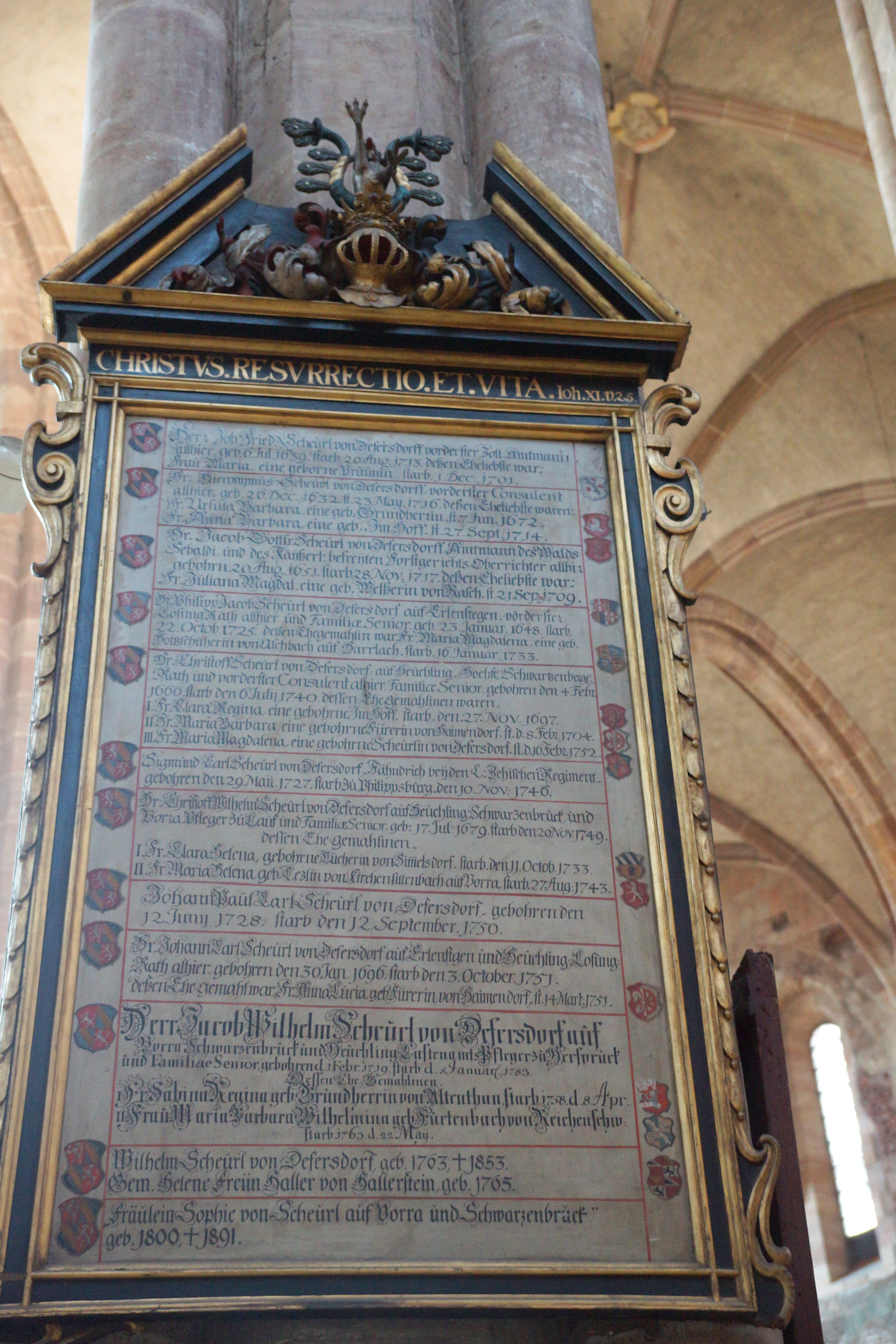
Epitaph in der Sebaldskirche
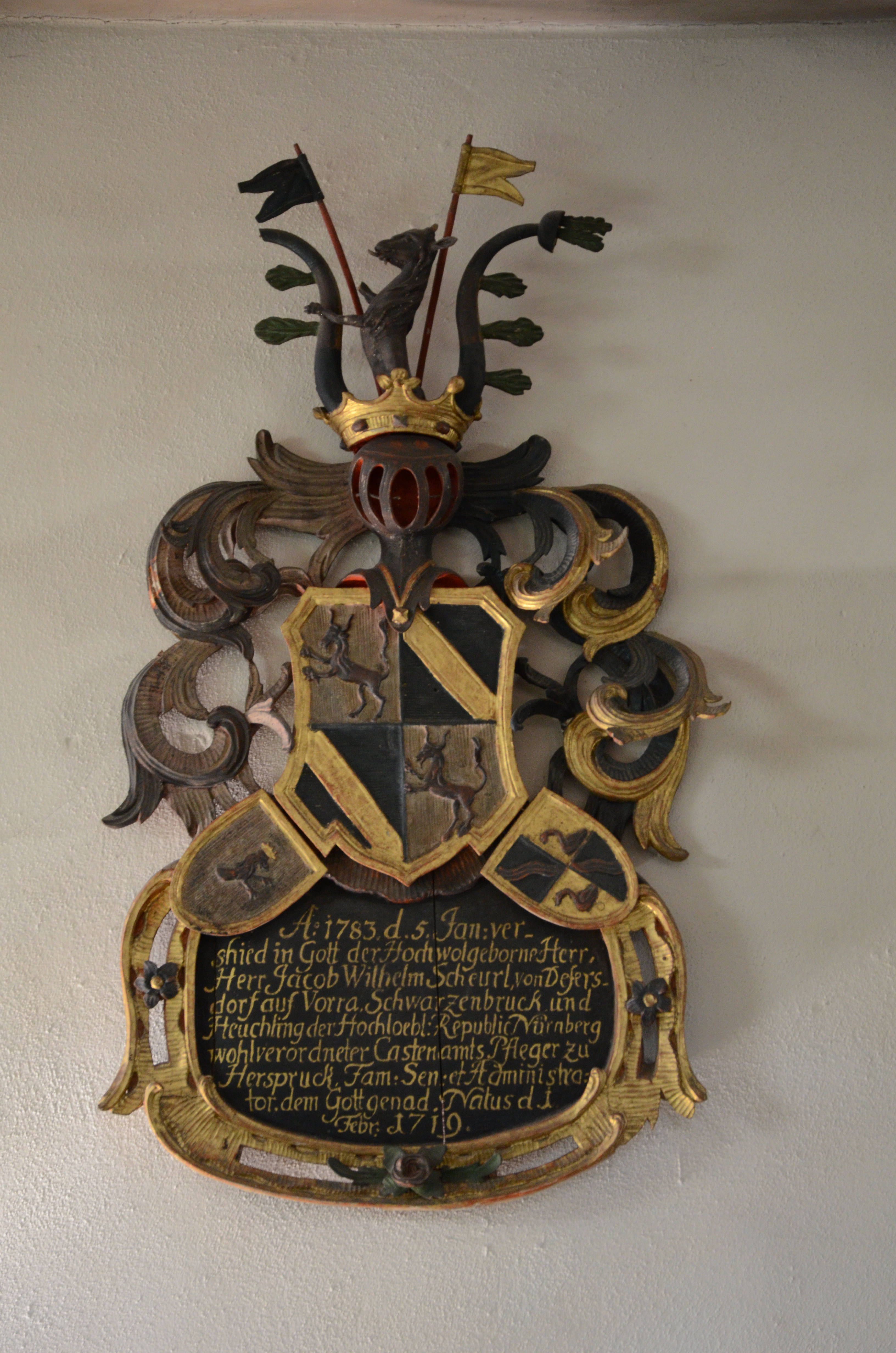
Epitaph für Jacob Wilhelm Scheurl von Defersdorf in der Stadtkirche Hersbruck, 1719